# Open Nederlandse kampioenschappen zwemmen 2013
De Open Nederlandse kampioenschappen zwemmen 2013 werden gehouden van 7 tot en met 9 juni 2013 in het Pieter van den Hoogenband Zwemstadion in Eindhoven.

## Wedstrijdschema
Hieronder het geplande tijdschema van de wedstrijd, alle aangegeven tijdstippen zijn Midden-Europese Tijd.
| Vrijdag 07/06 | Zaterdag 08/06 | Zondag 09/06 |
| --- | --- | --- |
| Series - vanaf 9:00 uur | | |
| 400 m vrij mannen 400 m vrij vrouwen 200 m rug mannen 200 m rug vrouwen 100 m school mannen 100 m school vrouwen 200 m vlinder mannen 200 m vlinder vrouwen 50 m vrij mannen 50 m vrij vrouwen 200 m wissel mannen 200 m wissel vrouwen 4x200 m vrij mannen 4x100 m vrij vrouwen | 100 m vlinder vrouwen 100 m vlinder mannen 200 m school vrouwen 200 m school mannen 50 m rug vrouwen 50 m rug mannen 400 m wissel mannen 200 m vrij vrouwen 200 m vrij mannen 800 m vrij vrouwen 800 m vrij mannen 4x100 m wissel vrouwen 4x100 m vrije mannen | 100 m vrij mannen 100 m vrij vrouwen 100 m rug mannen 100 m rug vrouwen 50 m school mannen 50 m school vrouwen 400 m wissel vrouwen 50 m vlinder mannen 50 m vlinder vrouwen 1500 m vrij mannen 1500 m vrije vrouwen 4x100 m wissel mannen 4x200 m vrij vrouwen |
| Finales - vanaf 16:30 uur | | |
| 400 m vrij mannen 400 m vrij vrouwen 200 m rug mannen 200 m rug vrouwen 100 m school mannen 100 m school vrouwen 200 m vlinder mannen 200 m vlinder vrouwen 50 m vrij mannen 50 m vrij vrouwen 200 m wissel mannen 200 m wissel vrouwen 4x200 m vrij mannen 4x100 m vrij vrouwen | 100 m vlinder vrouwen 100 m vlinder mannen 200 m school vrouwen 200 m school mannen 50 m rug vrouwen 50 m rug mannen 400 m wissel mannen 200 m vrij vrouwen 200 m vrij mannen 800 m vrij vrouwen 800 m vrij mannen 4x100 m wissel vrouwen 4x100 m vrije mannen | 100 m vrij mannen 100 m vrij vrouwen 100 m rug mannen 100 m rug vrouwen 50 m school mannen 50 m school vrouwen 400 m wissel vrouwen 50 m vlinder mannen 50 m vlinder vrouwen 1500 m vrij mannen 1500 m vrije vrouwen 4x100 m wissel mannen 4x200 m vrij vrouwen |

## Nederlandse records
| Datum       | Onderdeel           | Nieuwe recordhouder | Tijd    | Oude recordhouder | Tijd    | Datum            |
| ----------- | ------------------- | ------------------- | ------- | ----------------- | ------- | ---------------- |
| 7 juni 2013 | 200m wisselslag (m) | Mike Marissen       | 2.00,71 | Marcel Wouda      | 2.00,77 | 24 augustus 1997 |

## Medailles

### Legenda
- WR = Wereldrecord
- ER = Europees record
- NR = Nederlands record

### Mannen
| Onderdeel            | Goud                                                                        | Goud       | Zilver                                                                          | Zilver   | Brons                                                                              | Brons    |
| -------------------- | --------------------------------------------------------------------------- | ---------- | ------------------------------------------------------------------------------- | -------- | ---------------------------------------------------------------------------------- | -------- |
| Vrije slag           |                                                                             |            |                                                                                 |          |                                                                                    |          |
| 50 m                 | Jasper van Mierlo KNZB                                                      | 22,55      | Jeroen Baars MNC Dordrecht                                                      | 22,95    | Sebastiaan Verschuren KNZB                                                         | 23,03    |
| 100 m                | Kyle Stolk KNZB                                                             | 50,27      | Joost Reijns KNZB                                                               | 51,51    | Steven Nonnekes PSV                                                                | 51,96    |
| 200 m                | Dion Dreesens KNZB                                                          | 01.48,31   | Kyle Stolk KNZB                                                                 | 01.49,05 | Joost Reijns KNZB                                                                  | 01.52,40 |
| 400 m                | Dion Dreesens KNZB                                                          | 03.54,73   | Maarten Brzoskowski KNZB                                                        | 03.58,40 | Joost Reijns KNZB                                                                  | 04.03,76 |
| 800 m                | Maarten Brzoskowski KNZB                                                    | 08.16,33   | Scott Bole De Dolfijn                                                           | 08.49,60 | Pepijn Smits PSV                                                                   | 09.00,63 |
| 1500 m               | Maarten Brzoskowski KNZB                                                    | 15.44,09   | Rowan Keen ZC Borger                                                            | 16.54,47 | Vincent Moolhuijsen Oceanus                                                        | 17.05,08 |
| Rugslag              |                                                                             |            |                                                                                 |          |                                                                                    |          |
| 50 m                 | Bastiaan Lijesen KNZB                                                       | 25,38      | Laurent Bams ZC Eijsden                                                         | 26,06    | Daniël van der Deen KNZB                                                           | 26,69    |
| 100 m                | Sebastiaan Verschuren KNZB                                                  | 57,39      | Laurent Bams ZC Eijsden                                                         | 57,40    | Daniël van der Deen KNZB                                                           | 57,55    |
| 200 m                | Sven Kardol ZPV Nuenen                                                      | 02.06,32   | Ruben Dekker De Dolfijn                                                         | 02.06,55 | Marco Uppelschoten De Houtrib                                                      | 02.08,23 |
| Schoolslag           |                                                                             |            |                                                                                 |          |                                                                                    |          |
| 50 m                 | Bram Dekker PSV                                                             | 28,76      | Timon Evenhuis De Dolfijn                                                       | 28,92    | Jordan Kraaijenhof AZ&PC                                                           | 29,10    |
| 100 m                | Sébas van Lith KNZB                                                         | 01.02,73   | Bram Dekker PSV                                                                 | 01.02,75 | Stefan Hazeleger KNZB                                                              | 01.02,89 |
| 200 m                | Stefan Hazeleger KNZB                                                       | 02.17,57   | Lucas Greven KNZB                                                               | 02.18,26 | Jordan Kraaijenhof AZ&PC                                                           | 02.20,36 |
| Vlinderslag          |                                                                             |            |                                                                                 |          |                                                                                    |          |
| 50 m                 | Mike Marissen KNZB                                                          | 24,40      | Ruben Klinkers PSV                                                              | 24,48    | Jeroen Baars MNC Dordrecht                                                         | 24,63    |
| 100 m                | Mike Marissen KNZB                                                          | 53,94      | Sebastiaan Verschuren KNZB                                                      | 55,41    | Kyle Stolk KNZB                                                                    | 55,45    |
| 200 m                | Fabian Beimin AZ&PC                                                         | 02.01,66   | Jens Bakker De Dolfijn                                                          | 02.04,66 | Ensger Kotterink Albion                                                            | 02.05,41 |
| Wisselslag           |                                                                             |            |                                                                                 |          |                                                                                    |          |
| 200 m                | Mike Marissen KNZB                                                          | 2.00,71 NR | Sébas van Lith KNZB                                                             | 02.03,59 | Kyle Stolk KNZB                                                                    | 02.05,30 |
| 400 m                | Sébas van Lith KNZB                                                         | 04.27,88   | Jens Bakker De Dolfijn                                                          | 04.33,52 | Sven Kardol ZPV Nuenen                                                             | 04.35,01 |
| Vrije slag estafette |                                                                             |            |                                                                                 |          |                                                                                    |          |
| 4x100 m              | De Dolfijn I Timon Evenhuis Joost Reijns Thom de Boer Sebastiaan Verschuren | 03.22,43   | PSV I Steven Nonnekes Ruben Klinkers Joost Groeneveld Jurjen Willemsen          | 03.26,80 | MNC Dordrecht I Nick van Ingen Arjan van der Plaat Melvin van de Meij Jeroen Baars | 03.27,12 |
| 4x200 m              | PSV I Kyle Stolk Steven Nonnekes Joost Groeneveld Jurjen Willemsen          | 07.41,28   | De Dolfijn I Stanley Vleerlaag Oliver Brache Ruben Dekker Sebastiaan Verschuren | 07.44,33 | AZ&PC I Fabian Beimin Kasper Leeuw Jordan Kraaijenhof Sven Dogger                  | 08.04,02 |
| Wisselslagestafette  |                                                                             |            |                                                                                 |          |                                                                                    |          |
| 4x100 m              | De Dolfijn I Ruben Dekker Timon Evenhuis Jens Bakker Thom de Boer           | 03.47,01   | 'PSV I Jurjen Willemsen Bram Dekker Ruben Klinkers Steven Nonnekes              | 03.48,66 | AZ&PC I Daniël Buijs Jordan Kraaijenhof Fabian Beimin Kingue Struijf               | 03.53,24 |

### Vrouwen
| Onderdeel            | Goud                                                                         | Goud     | Zilver                                                                   | Zilver   | Brons                                                              | Brons    |
| -------------------- | ---------------------------------------------------------------------------- | -------- | ------------------------------------------------------------------------ | -------- | ------------------------------------------------------------------ | -------- |
| Vrije slag           |                                                                              |          |                                                                          |          |                                                                    |          |
| 50 m                 | Inge Dekker KNZB                                                             | 25,11    | Femke Heemskerk KNZB                                                     | 25,56    | Maud van der Meer KNZB                                             | 25,70    |
| 100 m                | Femke Heemskerk KNZB                                                         | 53,88    | Maud van der Meer KNZB                                                   | 55,01    | Inge Dekker KNZB                                                   | 55,42    |
| 200 m                | Femke Heemskerk KNZB                                                         | 01.57,62 | Rieneke Terink PSV                                                       | 02.00,79 | Saskia de Jonge KNZB                                               | 02.02,04 |
| 400 m                | Sharon van Rouwendaal KNZB                                                   | 04.11,42 | Femke Heemskerk KNZB                                                     | 04.14,62 | Rieneke Terink PSV                                                 | 04.16,06 |
| 800 m                | Sharon van Rouwendaal KNZB                                                   | 08.36,75 | Esmee Vermeulen KNZB                                                     | 08.57,53 | Marion van den Berg DWK                                            | 09.05,25 |
| 1500 m               | Sharon van Rouwendaal KNZB                                                   | 16.54,72 | Anouque Berghuis De Zijl/LGB                                             | 17.34,87 | Leonie van Noort De Zijl/LGB                                       | 17.40,35 |
| Rugslag              |                                                                              |          |                                                                          |          |                                                                    |          |
| 50 m                 | Maaike de Waard KNZB                                                         | 28,80    | Esmée Bos KNZB                                                           | 29,39    | Annemarie Worst KNZB                                               | 29,97    |
| 100 m                | Maaike de Waard KNZB                                                         | 01.02,46 | Annemarie Worst KNZB                                                     | 01.03,03 | Esmée Bos KNZB                                                     | 01.03,79 |
| 200 m                | Annemarie Worst KNZB                                                         | 02.16,50 | Robin Neumann KNZB                                                       | 02.19,70 | Sterre Mooiweer ZPC De Hof                                         | 02.21,60 |
| Schoolslag           |                                                                              |          |                                                                          |          |                                                                    |          |
| 50 m                 | Anouk Elzerman De Dolfijn                                                    | 32,66    | Lotte Goosen MNC Dordrecht                                               | 33,36    | Larissa Brak AZ&PC                                                 | 33,55    |
| 100 m                | Moniek Nijhuis KNZB                                                          | 01.08,27 | Anouk Elzerman De Dolfijn                                                | 01.10,49 | Lona Kroese De Dolfijn                                             | 01.13,02 |
| 200 m                | Kristel Doreleijers KNZB                                                     | 02.35,14 | Marjolein Delno PSV                                                      | 02.36,35 | Lieke Verouden Racing Club                                         | 02.38,68 |
| Vlinderslag          |                                                                              |          |                                                                          |          |                                                                    |          |
| 50 m                 | Inge Dekker KNZB                                                             | 26,18    | Elinore de Jong De Otters het Gooi                                       | 26,52    | Kelly de Jong PSV                                                  | 27,35    |
| 100 m                | Inge Dekker KNZB                                                             | 59,46    | Elinore de Jong De Otters het Gooi                                       | 01.00,28 | Kelly de Jong PSV                                                  | 01.01,11 |
| 200 m                | Lisa Dreesens PSV                                                            | 02.18,04 | Lisanne van Avezaath TriVia                                              | 02.27,77 | Linda Kamperman Zwemlust-Den Hommel                                | 02.28,80 |
| Wisselslag           |                                                                              |          |                                                                          |          |                                                                    |          |
| 200 m                | Wendy van der Zanden KNZB                                                    | 02.14,42 | Marjolein Delno KNZB                                                     | 02.16,21 | Lieke Verouden Racing Club                                         | 02.17,68 |
| 400 m                | Wendy van der Zanden KNZB                                                    | 04.47,71 | Marjolein Delno KNZB                                                     | 04.53,13 | Lieke Verouden Racing Club                                         | 04.56,06 |
| Vrije slag estafette |                                                                              |          |                                                                          |          |                                                                    |          |
| 4x100 m              | PSV I Manon Minneboo Rieneke Terink Nelly Velthuijs Andrea Kneppers          | 03.48,04 | AZ&PC I Laura Moolenaar Milou Schraverus Lynn Dybiona Rachelle Visser    | 03.57,51 | Zeester-Meerval I Lotte Langenhoff Inge Arts Evy Ulijn Kim Loeffen | 03.59,15 |
| 4x200 m              | PSV I Marjolein Delno Denise van Ark Rieneke Terink Andrea Kneppers          | 08.16,31 | De Dolfijn I Esmee Vermeulen Rosa Veerman Lona Kroese Elise Bouwens      | 08.18,13 | AZ&PC I Esmée Bos Milou Schraverus Rachelle Visser Macy Oortwijn   | 08.38,61 |
| Wisselslagestafette  |                                                                              |          |                                                                          |          |                                                                    |          |
| 4x100 m              | De Dolfijn I Mirthe Lanfermeijer Anouk Elzerman Parand Zarekiani Lona Kroese | 04.14,77 | PSV I Judith Stap Kristel Doreleijers Kelly de Jong Clarissa van Rheenen | 04.17,05 | PSV II Rieneke Terink Manon Minneboo Lisa Dreesens Andrea Kneppers | 04.18,35 |